# Black on Maroon
Black on Maroon est un tableau réalisé par le peintre américain Mark Rothko en 1958. De format horizontal, cette toile exécutée à la peinture à l'huile, la peinture acrylique et la peinture à la colle, est une abstraction en noir sur brun où se distinguent deux bandes rectangulaires verticales légèrement plus claires. Originellement conçue pour un restaurant du Seagram Building de New York, l'œuvre est inspirée par le travail de Michel-Ange pour la bibliothèque Laurentienne à Florence, en Italie. Elle est finalement offerte par l'artiste à la Tate Gallery de Londres, au Royaume-Uni, qui la conserve dans ses collections depuis lors.